# Sigismund Stoica
Sigismund Anton Stoica (în maghiară Zsigmond Antal Sztojka de Sala et Kricsfalva; n. 2 martie 1699, Sighetu Marmației, comitatul Maramureș, Principatul Transilvaniei – d. 22 aprilie 1770, Mediaș, Monarhia Habsburgică) a fost un episcop al Diecezei de Alba Iulia.

## Familia
Sigismund Stoica a fost un descendent al familiei Stoica de Crișănești (în prezent în Ucraina), din care au provenit și episcopul ortodox Iosif Stoica și vicecomitele Ladislau Stoica, cel care a oprit incursiunea tătară din 1717.

## Activitatea
În anul 1759 a renunțat la scaunul episcopal de Alba Iulia și s-a stabilit în Mănăstirea franciscană din Mediaș, căreia i-a făcut mai multe donații.

## Activități filantropice
Retras la pensie, episcopul Sigismund Stoica a ridicat pe cheltuiala proprie azilul de bătrâni⁠(d) din Sighet, deschis în anul 1761. Pe un teren donat de el a fost construită tot la Sighet o capelă, care a fost folosită ulterior de comunitatea greco-catolică, până la construirea Bisericii Adormirea Maicii Domnului din Sighet („Biserica lui Popa Man”) la sfârșitul secolului al XIX-lea. Capela respectivă, situată în centrul orașului, a fost transformată ulterior în spațiu comercial, în clădire funcționând în prezent o farmacie.